# Rafia

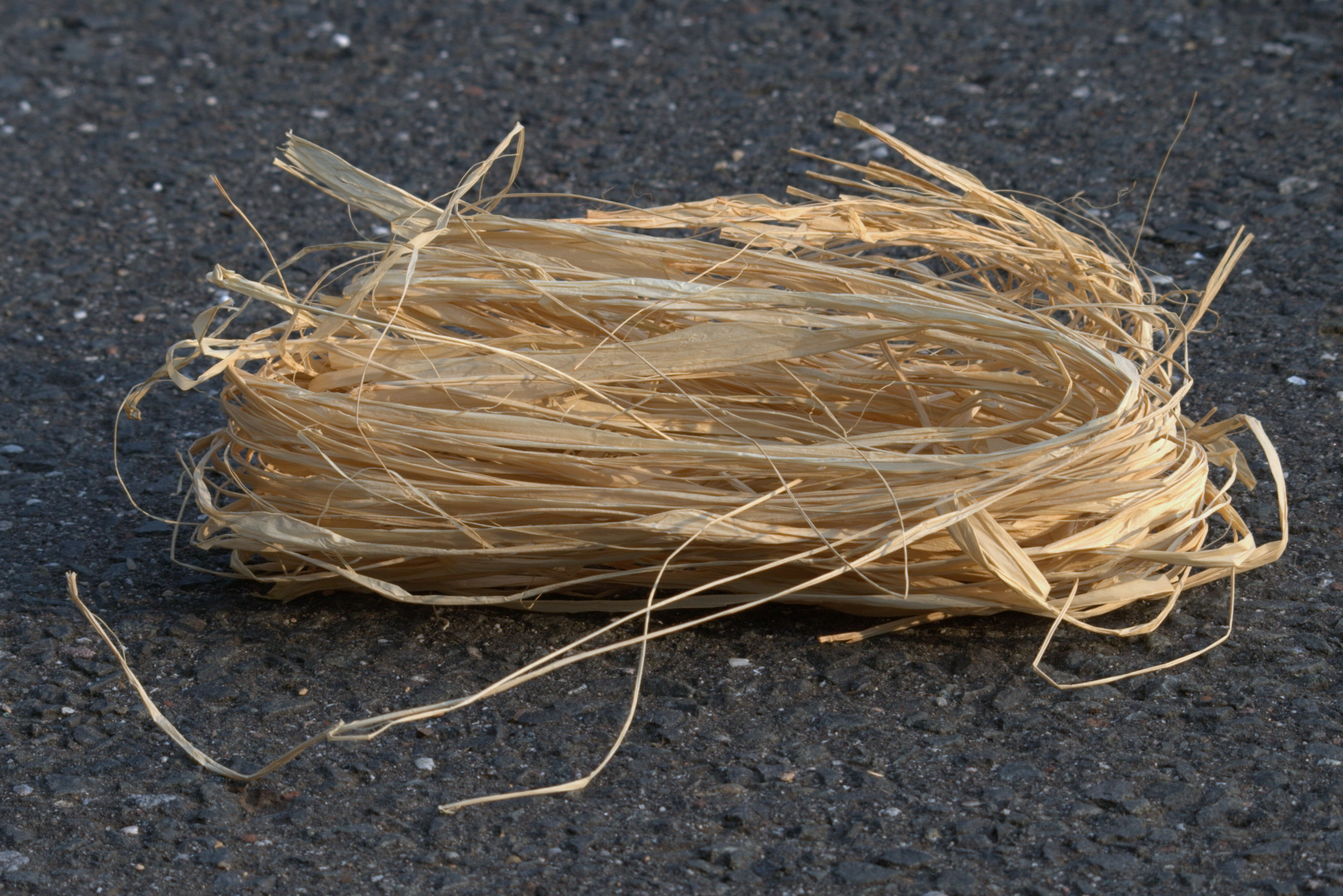
Rafia naturale

La rafia è una fibra tenace e grossolana, impiegata nell'industria dei cordami, nella cesteria e negli articoli da intreccio, come stuoie e borse in sostituzione della juta. Si ricava da una varietà di palme dell'Africa tropicale che costituiscono il genere Raphia, con grosso stipite, lunghe fronde pennate, grandi frutti di forma ellittica.
Il termine è adoperato anche per la sua imitazione sintetica oggi più comunemente usata, ottenuta per estrusione di poliolefine (polietilene e polipropilene).

## Storia
La prima azienda al mondo a progettare e realizzare  impianti per la produzione di rafia in polipropilene fu la COVEMA di Milano dei fratelli Dino e Marco Terragni. Collaborò con la ditta svizzera Sulzer, produttrice di telai piani per tessitura di fibre naturali, adattando questi telai per tessere rafia in polipropilene. I tessuti di rafia in polipropilene sono tuttora usati per fabbricare carpet backing, teli di protezione, sacchi per riso, patate, agrumi, ecc. COVEMA sviluppò anche linee di accoppiamento per ricoprire il tessuto di rafia con un sottile pellicola di polietilene in modo da renderlo impermeabile.

## Caratteristiche
Un filo di rafia è lungo al massimo circa 1,5 m e ha una larghezza irregolare. Quando si presenta su rocchetto o in matassa con una lunghezza superiore e larghezza regolare, non è vera rafia; può essere sintetica, prodotta con un materiale plastico (polipropilene), o artificiale, per esempio, fatta di viscosa (derivata dal legno, quindi di base cellulosica anche se trattata chimicamente).
In tempi recenti questa fibra, trattata e tinta in modo particolare, è diventata lucida, rigida, leggera e resistente.

## Utilizzi
Si lavora a maglia o all'uncinetto per confezionare borse, cappelli, tappeti, tovagliette all'americana, sottobicchieri e altri accessori d'abbigliamento o oggetti per la casa.
La rafia è usata in idraulica e giardinaggio per la legatura degli innesti.